# 1992년 하계 올림픽 앙골라 선수단
1992년 하계 올림픽 앙골라 선수단은 스페인 바르셀로나에서 개최된 1992년 하계 올림픽에 참가한 올림픽 앙골라 선수단이다.

## 육상

### 남자
트랙 / 도로 경기
| 선수            | 세부 종목 | 1차 예선 | 1차 예선 | 2차 예선  | 2차 예선  | 준결선    | 준결선    | 결선      | 결선      |
| 선수            | 세부 종목 | 기록     | 순위     | 기록      | 순위      | 기록      | 순위      | 기록      | 최종 순위 |
| 알폰소 페라즈   | 100m      | 11.32    | 71       | 진출 실패 | 진출 실패 | 진출 실패 | 진출 실패 | 진출 실패 | 진출 실패 |
| 조아오 카핀디카 | 400m      | 47.44    | 48       | 진출 실패 | 진출 실패 | 진출 실패 | 진출 실패 | 진출 실패 | 진출 실패 |
| 조아오 은티암바 | 800m      | 1:48.54  | 28       | N/A       | N/A       | 진출 실패 | 진출 실패 | 진출 실패 | 진출 실패 |
| 조아오 은티암바 | 1500m     | 3:39.54  | 25       | N/A       | N/A       | 진출 실패 | 진출 실패 | 진출 실패 | 진출 실패 |

## 참고 자료
- (영어) “Angola at the 1992 Barcelona Summer Games”. SR/Olympic Sports. 2012년 7월 2일에 원본 문서에서 보존된 문서. 2011년 10월 7일에 확인함.